# Aurora (revista anarquista)
Aurora foi uma revista anarquista brasileira, fundada em 1905 por Neno Vasco.
Vasco lançou a revista em São Paulo após o fim do jornal O Amigo do Povo. Além de publicar seus artigos, incluía textos de Enrico Malatesta traduzidos para o português e peças de teatro.
Mais tarde, já de volta a Portugal, Vasco fundaria outra revista com o mesmo título no Porto.